# Odysseus (roman)
Odysseus (engelska: Ulysses, efter namnets romerska variant) är en roman av James Joyce som utgavs år 1922. Den anses av många vara 1900-talets mest inflytelserika litterära verk, inte minst beroende på de innovativa inre monologer (på engelska stream of consciousness) som förekommer i romanen.

## Handling
Handlingen utspelar sig den 16 juni 1904 i Dublin. Den tar sin början i ett gammalt torn vid havet där Stephen Dedalus tillfälligt bor ihop med medicinstudenten Buck Mulligan. Stephen undervisar vid en skola, fördjupar sig i litteraturen och skriver artiklar. Han plågas av samvetskval för sitt beteende vid sin mors dödsbädd. Vid ett besök på biblioteket under dagen spekulerar han i långa utläggningar om Shakespeares förhållande till sin far.
Leopold Bloom, som bor på 7 Eccles Street i Dublin, börjar dagen med att laga frukost till sin otrogna hustru Molly. Han går därefter ut och bevistar vännen Paddy Dignams begravning, där han tänker på sin son Rudy som dog när han var elva dagar. Under sin fortsatta vandring genom staden möter han bland andra den unga Gerty MacDowell, som han känner sig dragen till. Stephen och Bloom, som redan mötts två gånger under dagen, träffas slutligen på en bordell där Stephen, i vilken Bloom tycker sig se sin son Rudy, blir berusad. På bordellen möter Bloom en bordellvärdinna som kan sägas motsvara Homeros Kirke. Efter att ha upplevt fruktansvärda fantasier och mardrömmar tar Bloom med Stephen till sitt hem, men Stephen vill inte stanna där över natten. Romanen slutar med Molly Blooms berömda inre monolog.

## Produktion

### Bakgrund
Joyce var redan i barndomen fascinerad av Odysseus-myten. I skolan skrev han en uppsats om Odysseus med titeln Min favorithjälte. År 1906 påbörjade han en berättelse med titeln Ulysses in Dublin som en tänkt titelnovell för det som skulle bli novellsamlingen Dublinbor. Idén växte snart till ett romanprojekt och 1914 påbörjade han på allvar att skriva den väldiga romanen. 
Verkets titel syftar på den antika hjälten Odysseus och romanen innehåller en lång rad paralleller till Homeros epos Odysséen. Handlingen utspelar sig dock i Dublin den 16 juni 1904 och hellre än hjälteglorior och sjöfärdsstrapatser väljer Joyce att socialrealistiskt skildra vardagliga människor med naturbehov i en smutsig stad. Joyces tanke var att staden Dublin och romanens alldaglige antihjälte Leopold Bloom skulle framstå som universella representanter för hela mänskligheten. 
Parallellerna till Odysséen är inte på långa vägar den enda tematik som Joyce vävt in i verket, som innehåller en stor mängd mytologi, symbolism och filosofi. En rad schemata har utvecklats av litteraturvetare för att hålla reda på olika tematiska aspekter kapitel för kapitel (motsvarande delar i Odysséen, kroppsliga organ, metaller, sjukdomar, textgenrer, etcetera).
Verket har fått rykte om sig att vara osedvanligt svårtillgängligt för vanliga läsare, men det gäller knappast romanen i sin helhet; berättarstilen skiftar markant från kapitel till kapitel och varje kapitel kan läsas som en bok i sig.

### Utgivning
Odysseus ansågs vara obscen i författarens hemland, och han blev tvungen att korsa Engelska kanalen för att hitta någon som var villig att ge ut den, nämligen Sylvia Beach som ägde boklådan Shakespeare and Company i Paris. Boken trycktes av Maurice Darantière i Dijon och gavs ut på Joyces fyrtioårsdag den 2 februari 1922. 

## Stil och betydelse
Joyce delade in romanen i 18 kapitel. Vid en första anblick kan romanen tyckas vara kaotisk och ostrukturerad men följer i själva verket en noggrant genomarbetad struktur. Varje kapitel har sitt eget tema, unika berättarstil och speciella kopplingar till Odysseus-myten.
Odysseus indelas i tre huvudavsnitt:
1. Telemachia omfattar kapitlen 1–3. De alluderar till Odysseus son Telemachos sökande efter klarhet i sin fars öde. I denna del är Joyces alter ego Stephen Dedalus huvudperson.
2. I Odysséen, kapitel 4–15, följer läsaren den till personligheten föga Odysseusliknande Leopold Blooms irrfärder genom Dublin.
3. Nostos eller Hemfärden, dit man räknar kapitel 16–18, är den avslutande delen, där den 16 juni lider mot sitt slut och läsaren i finalen åtnjuter en 50 sidor lång inre monolog av Leopolds hustru Molly Bloom, vilket är romanens kanske mest berömda kapitel.

### Uttalanden om boken
- James Joyce: ”Jag har lagt in så många gåtor och pussel att det kommer att hålla professorer upptagna under århundraden, grälande över vad jag egentligen menat.”[1]
- T.S. Eliot: ”Det är boken vi alla står i tacksamhetsskuld till och som ingen av oss kan undkomma.”[2]
- Paulo Coelho: ”En av böckerna som gjorde stor skada var James Joyces Ulysses, som enbart handlar om stil. Det finns ingenting där. Om man klär av den så är den dum.” [3]

### Bloomsday
Beundrare av Odysseus firar Bloomsday den 16 juni varje år, bland annat med uppläsningar och dramatiseringar ur romanen och rundvandringar i Dublin. Vissa äter även njure eftersom en sådan steks och äts i romanen.
Bloomsday firas även på flera andra platser i världen. Bland annat i Trieste, där Joyce bodde och skrev delar av romanen och i den ungerska staden Szombathely, som är födelseplatsen för Leopold Blooms far i boken.

## Utgivning och bearbetningar

### Översättningar
Odysseus är översatt till svenska av Thomas Warburton 1946 samt i nyöversättning (under originaltiteln Ulysses) av Erik Andersson 2012.

### Filmatiseringar
- 1967 – Ulysses med Milo O'Shea som Leopold Bloom.
- 2003 – Bloom med Stephen Rea som Leopold Bloom.